# Khalid Rahilou
Khalid Rahilou (* 19. Juni 1966 in Argenteuil, Département Val-d’Oise, Frankreich) ist ein ehemaliger französischer Kickboxer und Boxer marokkanischer Herkunft im Halbweltergewicht.

## Amateurkarriere
Khalid Rahilou begann seine Kampfsportkarriere mit dem Kickboxen, wo er bei den Amateuren 1987 Weltmeister der WAKO wurde. Er besiegte dabei Ramon Dekkers und Troy Dorsey.
Als Boxer startete er dann bei den Olympischen Spielen 1988 in Seoul und besiegte den Samoaner Avaavau Avaavau, schied aber dann kampflos gegen Lyton Mphande aus Malawi aus.
Bei den Weltmeisterschaften 1989 in Moskau verlor er im Achtelfinale gegen den Olympiasieger Michael Carruth.

## Profikarriere
Sein Profidebüt hatte er bereits am 10. Dezember 1988 gegeben. Im Februar 1994 gewann er die Französische Meisterschaft und im Juni 1994 die EBU-Europameisterschaft gegen seinen Landsmann Valery Kayumba. Anschließend gewann er Titelverteidigungen gegen Gert Bo Jacobsen, Patrick Ballesta, Pasquale Perna und Søren Søndergaard.
Am 11. Januar 1997 wurde er WBA-Weltmeister durch einen vorzeitigen Sieg gegen Frankie Randall und konnte seinen Titel gegen Marty Jakubowski und Jean-Baptiste Mendy verteidigen, ehe er am 10. Oktober 1998 gegen Sharmba Mitchell verlor. Zudem unterlag er bei einem EBU-Europameisterschaftskampf gegen Thomas Damgaard.
Ein letzter bedeutender Sieg gelang ihm am 15. September 2001 durch TKO in der ersten Runde gegen Ferenc Szakallas, wodurch er WBA-Intercontinental-Champion wurde. Am 23. Mai 2002 unterlag er gegen Souleymane M’baye und beendete seine Karriere.